# Regolfo
Regolfo es una localidad del municipio de Solórzano (Cantabria, España). En el año 2008 contaba con una población de 52 habitantes (INE). La localidad se encuentra a 334 metros de altitud sobre el nivel del mar, y a 3 kilómetros de la capital municipal, Solórzano.
Esta población se sitúa en el margen este de la carretera CA-266 que la comunica con la capital municipal y carece de líneas de transporte público regular.